# Les Épaves de l'ombre
Les Épaves de l'ombre est un tableau réalisé par le peintre belge René Magritte vers 1926-1927. De format vertical, cette huile sur toile surréaliste est une nature morte devant un paysage montagneux. Influencée par la peinture métaphysique de l'Italien Giorgio De Chirico, elle représente  plusieurs objets en bois, dont l'un est un losange à fond noir où sont comme collées quatre plumes. La composition comporte également en son premier plan une tête de perroquet coiffée de sa queue, un sommet qui a la forme de celle d'un aigle dominant quant à lui l'arrière-plan, où se remarque aussi un grand abri sous roche. Donnée par la galerie d'art bruxelloise Le Centaure en 1928, l'œuvre est conservée au musée de Grenoble, à Grenoble, en France. C'est la première œuvre de l'artiste entrée dans une collection publique.